# Óscar Villegas
Óscar Adolfo Villegas Cámara (Cochabamba, 15 de abril de 1970) es un exfutbolista y entrenador boliviano. Actualmente dirige a la selección de Bolivia.

## Trayectoria

### Etapa como jugador
Nacido en Cochabamba, Villegas comenzó su carrera con Enrique Happ y debutó como profesional con Aurora a los diecisiete años. Al año siguiente pasó a jugar en el Bolívar, de La Paz.
Villegas jugó en equipos como San José de Oruro, Jorge Wilstermann y Real Santa Cruz antes de fichar por Independiente Petrolero para la temporada de 1999. Sin embargo, sufrió una lesión en la rodilla que lo obligó a su retiro.

### Entrenador
Al poco tiempo de retirarse, Villegas se sumó al cuerpo técnico de Rosario Martínez en el Real Potosí. Fue entrenador de Aurora en varias ocasiones, además de ser entrenador en categorías juveniles, también fue entrenador en Independiente de Quillacollo y Wilstermann.
En 2007, Villegas fue contratado por la Federación Boliviana de Fútbol y fue entrenador de sus equipos sub-17 y sub-20. En 2010, regresó al Bolívar por invitación de Guido Loayza, desempeñándose como técnico de las categorías juveniles.
El 25 de abril de 2016, Villegas fue nombrado técnico interino de Bolívar, en sustitución de Rubén Darío Insúa. Volvió a su rol anterior en mayo tras el nombramiento de Beñat San José,  y abandonó el club en diciembre de 2018, ya que su rol de entrenador juvenil lo ocupó Wálter Flores. 
Posteriormente, Villegas trabajó como asistente de su hermano, Eduardo Villegas, en la selección boliviana, Always Ready y Blooming. El 22 de abril de 2022, regresa a Always Ready, siendo nombrado técnico de las categorías juveniles. 
En septiembre de 2022, Villegas fue nombrado técnico de Always Ready hasta el final de la temporada, en reemplazo de Julio César Baldivieso. Regresó a su puesto anterior después de que terminó la temporada; pero volvió a ser interino en mayo, sustituyendo a Claudio Biaggio. El 8 de mayo de 2023, fue nombrado entrenador del club de forma absoluta.
El 19 de julio de 2024, fue oficializado como entrenador de la selección de Bolivia.

## Clubes

### Como jugador
| Club              | País    | Año       |
| ----------------- | ------- | --------- |
| Aurora            | Bolivia | 1987-1988 |
| Bolívar           | Bolivia | 1989-1992 |
| San José          | Bolivia | 1992-1993 |
| Jorge Wilstermann | Bolivia | 1994      |
| San José          | Bolivia | 1994-1996 |
| Real Santa Cruz   | Bolivia | 1997      |

### Como entrenador
| Club                         | País    | Año           |
| ---------------------------- | ------- | ------------- |
| Independiente de Quillacollo | Bolivia | 2002-2003     |
| Aurora                       | Bolivia | 2005-2006     |
| Selección de Bolivia sub-20  | Bolivia | 2007-2009     |
| Bolívar (interino)           | Bolivia | 2016          |
| Always Ready (interino)      | Bolivia | 2022          |
| Always Ready                 | Bolivia | 2023-2024     |
| Selección de Bolivia         | Bolivia | 2024-presente |

## Palmarés

### Como entrenador
Títulos nacionales
| Título                     | Club         | País    | Año     |
| -------------------------- | ------------ | ------- | ------- |
| Campeonato de Reservas     | Bolívar      | Bolivia | 2010    |
| Campeonato de Reservas     | Bolívar      | Bolivia | 2011    |
| Campeonato Nacional Sub-20 | Bolívar      | Bolivia | 2013    |
| Copa Federación Sub-20     | Bolívar      | Bolivia | 2014-15 |
| Campeonato de Reservas     | Bolívar      | Bolivia | 2018-I  |
| Copa Bolivia Sub-20        | Always Ready | Bolivia | 2023    |
| Torneo Nacional Sub-20     | Always Ready | Bolivia | 2023    |

## Vida personal
El hermano mayor de Villegas, Eduardo, también fue futbolista y también es entrenador. Ambos jugaron juntos en San José en 1994 y luego trabajaron juntos durante tres años.